# ヒドロキシメチルペンチルシクロヘキセンカルボキシアルデヒド
ヒドロキシメチルペンチルシクロヘキセンカルボキシアルデヒド（Hydroxymethylpentylcyclohexenecarboxaldehyde）は合成香料の一つで、HICC, Lyral, Kovanol, Mugonal, Landolalの名称で販売されており、一般にはリラール（IFFの商標名）の名称で知られている。

## 用途
無色透明の液体でスズラン様の香気があり、ヒドロキシシトロネラールと比較して安定性に優れていることから、石鹸や香水、アフターシェーブローション、制汗剤など化粧品に香料として使用される。

## 安全性
日本の消防法では危険物第4類第3石油類に分類される。
皮膚に対するアレルゲンとして作用することから、EU化粧品規則1223/2009 附属書IIIにリストアップされている。化粧品等の一般消費者製品に一定量以上含まれる場合は外装への成分表示が義務付けられている。
2017年8月2日にEUは、消費者安全科学委員会の勧告を受けて化粧品規則を改正した。これにより、EU圏内において2019年8月23日以降にHICCを含む化粧品が上市禁止となり、2021年8月23日からはこの物質を含むすべての化粧品の販売禁止が予定されている。
国際香粧品香料協会により、IFRAスタンダードの使用制限成分に指定されており、一般消費者製品別に定められた濃度までであるなら安全性に問題はないとされる。